# Celia Alberto Pérez
Celia Alberto Pérez (28 de gener de 1977) és una advocada i política espanyola, diputada per el Partit Popular a el Congrés durant la X i XII legislatura.

## Biografia
Advocada de professió, posseeix un màster d'Assessoria Jurídica d'empresa per l'Institut d'empresa. Entre 2011 i 2015 va ser diputada per Las Palmas durant la X legislatura i al novembre de 2016 va tornar de nou al Congrés en substitució de Matilde Asian, nomenada Secretària d'Estat de Turisme.